# Pericoma margininotata
Pericoma margininotata är en tvåvingeart som beskrevs av Enrico Adelelmo Brunetti 1908. Pericoma margininotata ingår i släktet Pericoma och familjen fjärilsmyggor. Inga underarter finns listade i Catalogue of Life.